# Wellington (Colorado)
Wellington es un pueblo ubicado en el condado de Larimer en el estado estadounidense de Colorado. En el Censo de 2010 tenía una población de 6289 habitantes y una densidad poblacional de 720,11 personas por km².

## Geografía
Wellington se encuentra ubicado en las coordenadas 40°41′58″N 105°0′21″O / 40.69944, -105.00583. Según la Oficina del Censo de los Estados Unidos, Wellington tiene una superficie total de 8,73 km², de la cual 8,72 km² corresponden a tierra firme y 0,02 km² (0,18%) es agua.

## Demografía
Según el censo de 2010, había 6289 personas residiendo en Wellington. La densidad de población era de 720,11 hab./km². De los 6289 habitantes, Wellington estaba compuesto por el 90,51% blancos, el 0,73% eran afroamericanos, el 1,05% eran amerindios, el 0,67% eran asiáticos, el 0,05% eran isleños del Pacífico, el 4,23% eran de otras razas y el 2,77% pertenecían a dos o más razas. Del total de la población el 13,32% eran hispanos o latinos de cualquier raza.